# Kevin O'Halloran
Kevin O'Halloran (Katanning, 3 marzo 1937 – Kojonup, 5 luglio 1976) è stato un nuotatore australiano.
Specializzato nello stile libero, ha vinto la medaglia d'oro nella staffetta 4x200 m sl ai Giochi olimpici di Melbourne 1956.
È stato primatista mondiale della staffetta 4x200 m sl.

## Palmarès
- Olimpiadi
  - Melbourne 1956: oro nella staffetta 4x200 m sl e argento nei 100 m sl.